# Liste der Monuments historiques in Saint-Prix-lès-Arnay
Die Liste der Monuments historiques in Saint-Prix-lès-Arnay führt die Monuments historiques in der französischen Gemeinde Saint-Prix-lès-Arnay auf.

## Liste der Objekte
| Bezeichnung                            | Beschreibung                                                                   | Standort                     | Kennzeichnung | Schutzstatus | Datum | Bild |
| -------------------------------------- | ------------------------------------------------------------------------------ | ---------------------------- | ------------- | ------------ | ----- | ---- |
| Skulptur Heiliger Germanus von Auxerre | Holz, farbig gefasst, 16. Jahrhundert                                          | in der Kirche St-Prix (Lage) | PM21002025    | Classé       | 1974  |      |
| Skulptur Heiliger Claudius             | Holz, farbig gefasst, 16. Jahrhundert                                          | in der Kirche St-Prix (Lage) | PM21003381    | Inscrit      | 1972  |      |
| Skulptur Madonna mit Kind              | fälschlich mit Sainte Anne beschriftet; Stein, farbig gefasst, 17. Jahrhundert | in der Kirche St-Prix (Lage) | PM21003382    | Inscrit      | 1972  |      |
| Skulptur Johannes Evangelist           | Holz, farbig gefasst, 17. Jahrhundert                                          | in der Kirche St-Prix (Lage) | PM21003383    | Inscrit      | 1972  |      |
| Skulptur Mater dolorosa                | Marmor, um 1665                                                                | in der Kirche St-Prix (Lage) | PM21003516    | Inscrit      | 1974  |      |
| Glocke                                 | Bronze, 1757 gegossen                                                          | in der Kirche St-Prix (Lage) | PM21002024    | Classé       | 1959  |      |